# Yarrow Point
Yarrow Point – miasto w Stanach Zjednoczonych, w stanie Waszyngton, w hrabstwie King.